# 門馬圭二郎
門馬 圭二郎（もんま けいじろう、1994年11月15日 - ）は、北海道出身の日本バスケットボール選手。岩手ビッグブルズに所属。

## 経歴
白樺学園高等学校→日本大学→栃木ブレックス→青森ワッツ→岩手ビッグブルズ